# Riva presso Chieri
Riva presso Chieri (piemonti nyelven Riva 'd Cher) egy község Olaszországban, Torino megyében.

## Elhelyezkedése

Riva presso Chieri község Torino megye térképén

Torinótól délkeletre fekszik. A vele szomszédos települések:Arignano, Buttigliera d'Asti (Asti megye), Chieri, Mombello di Torino, Moriondo Torinese, Poirino, Villanova d'Asti (Asti megye).